# (385) Ильматар
(385) Ильматар (фин. Ilmatar) — крупный астероид главного пояса, который принадлежит к светлому спектральному классу S. Он был открыт 1 марта 1894 года немецким астрономом Максом Вольфом в обсерватории Хайдельберга и назван в честь финской богини Ильматар, которой приписывалось сотворение мира.

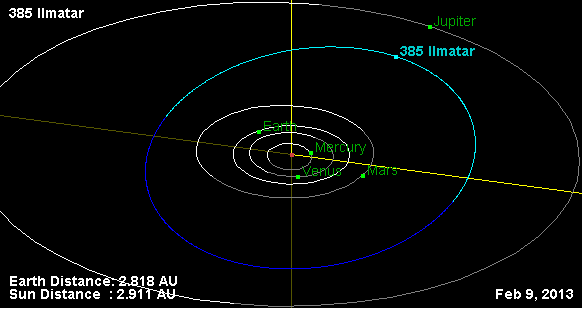
Орбита астероида Ильматар и его положение в Солнечной системе